# Gian Andrea Stragiotti
Gian Andrea Stragiotti (12 de septiembre de 2007) es un deportista suizo que compite en vela en la clase Formula Kite. Ganó una medalla de bronce en el Campeonato Europeo de Formula Kite de 2025.

## Palmarés internacional
| \| Campeonato Europeo \| Campeonato Europeo \| Campeonato Europeo \| Campeonato Europeo \| \| Año \| Lugar \| Medalla \| Clase \| \| ------------------ \| ------------------ \| ------------------ \| ------------------ \| \| 2025 \| Urla (Turquía) \| Medalla de bronce \| Formula Kite \| |                |                   |              |
| Campeonato Europeo |                |                   |              |
| Año | Lugar          | Medalla           | Clase        |
| 2025 | Urla (Turquía) | Medalla de bronce | Formula Kite |